# Сінгханаваті
Сінгханаваті  — середньовічна північнотайська місто-держава, що утворилася під час занепаду держави Двараваті VIII ст. Тривалий час вела боротьбу проти Наньчжао і Харіпунджаї, а згодом — Кхмерської імперії. Загинула внаслідок природного лиха.

## Історія
За легендою Самантараджа з Паталіпутри переніс своє королівство до регіону Бодхісаанлуанг, змусивши своїх підданих слідувати за ним. Там він побудував місто Індрапрастха й обніс його межі кам'яною стіною. Пізніше його донька вийшла заміж за Курувамсу, онука міністра Самантараджи, який побудував сусіднє місто Курурат.
Коли володар Бодхісаанлуанга дізнався про нові поселення на його території, він оголосив їм війну, але врешті зазнав поразки. Курувамса правив і розвивав обидва міста Курурат й Індрапрастха, як столиці нового царства. Його наступниками стали царі Сірівамса, Індравамса та Індрапатхом.
Брагман Бахіра, що був міністром і був вигнаний зі столиці, звернувся до Суварнамугадаваана з міста-держави Суварнагомгум, дозволити йому побудувати нове місто біля витоку річки Кок і назвав його містом Умонгасела. Згодом Індрапатхом підкорив обидва міста-держави.
Близько 757 року кхун Сайфонг, один із синів легендарного тайського вождя Кхун Борома, мігрував із земель сучасної північної М'янми через Салуїн до цього регіону. Ймовірно, він належав до північних таї — груп юан або шанів. Нове місто було розташоване поблизу затопленого міста Суварнагомгум. Його наступник Сінганаваті перейменував місто на Нагабундху-Сінгханаватінагорн.
Сінгханаваті підкорило місто Умонгасела, яким на той час вже правили кхмери, та інші сусідні держави, щоб розширити свою територію. Під час володарювання Боромма Чаясірі держава зазнала поразки від якогось із сусідів (можливо Харіджаї), внаслідок чого резиденцію було перенесено до міста Паангум на річці Сай (найпівнічніший район Чіанграя). Згодом Сінгханаваті відновило свою незалежність.
Останнім правителем був Пхрамахаджаджана. Під час його правління Сінгханаватінагорн був затоплений в озері Чіанг Саен через землетрус. Решта населення під проводом кхун Лунга рушили на схід, зайнявши Вінг-Пруекшу. Протягом 93 років вони обирали свого правителя з-поміж лідерів своїх 14 поселень, щоб керувати регіоном. Після цього періоду в записах згадується розвиток високогірних земельних громад на чолі з Лавачакараджем, які пізніше стали початком держави Ланна.

## Територія і населення
Було розташоване в долині річці Кок, в сучасній провінціях Чіангмай й Чіанграй. Саме місто знаходилося на відстані близько 3 км і було занурено під озеро Чіангсен через землетрус.